# ロコ・ソラーレ
ロコ・ソラーレ（Loco Solare）は、日本のカーリングチームを運営する一般社団法人。LS北見という名称でも知られていたが、2018年11月の一般法人化により、「ロコ・ソラーレ」の名称での全試合出場が規則上可能となったため、チーム登録名称をロコ・ソラーレに統一した。北見カーリング協会所属。練習拠点はアドヴィックス常呂カーリングホール。2018年平昌オリンピック、2022年北京オリンピック日本代表。グランドスラム・オブ・カーリング優勝1回。マネジメント契約先はスポーツビズ。

## 概要

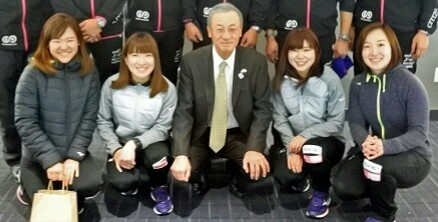
ロコ・ソラーレのメンバーら（2017年）。左から吉田知那美、鈴木夕湖、田辺邦彦（在カルガリー日本総領事）、吉田夕梨花、藤澤五月

2010年、2度の冬季オリンピック出場を経験した本橋麻里により設立された。本橋麻里によると、それまでに自身も含め多くのカーリング選手を輩出した地元・北見市において、カーリングが市民の生涯スポーツとして広い年代に親しまれている一方で、アスリートとして世界レベルを目指しトップレベルで競技続行できる環境（特にスポンサーとなりうる大企業）に乏しく、有力選手が就職や進学を機により良い競技環境のある青森県や長野県などの強豪チームへと流出してしまったり、カーリング競技から離れてしまう状況に一石を投じたいという思いや、北見・常呂に深く根差し、地域に愛され続ける「実業団ではない」クラブチームを作りたいという思いによりチーム設立に至ったという。チーム名の由来は「ローカル」と、「常呂っ子」から「ロコ」＋イタリア語で太陽を意味する「ソラーレ」。
かつては日本カーリング選手権など日本カーリング協会（JCA）主管試合において「LS北見」のチーム名で出場していた。これは、JCA競技者ユニフォーム規定により、試合では「ロコ・ソラーレ」をチーム名として使用できないことによるものであり、LS北見の"LS"は、公式にはチームキャプテンである本橋が所属するNTTラーニングシステムズの略称として登録されていた。しかし、2018年8月に本橋を代表理事とした一般社団法人「ロコ・ソラーレ」が設立されたため、規定により、在職・在籍あるいは雇用契約関係にある法人名である「ロコ・ソラーレ」を使用して試合に出場することが可能になった。
2021年現在、日本の女子カーリングチームとして史上初めて日本ミックスダブルスカーリング選手権優勝者が複数人いる（藤澤五月・吉田夕梨花）。
2023年3月、男子カーリングチーム『ロコ・ドラーゴ』（Loco Drago）を結成することを発表した。

## 沿革
2010-11シーズン
- 2010年7月、元「チーム青森」で旧常呂町出身の本橋が新しい環境の下、同町の出身者5名[13]（本橋・馬渕恵・江田茜・鈴木夕湖・吉田夕梨花）ら関係者と共に結成[14]。
- 2010年12月、オホーツクブロック選手権初優勝。
- 2011年1月、北海道選手権初優勝。日本選手権への出場権を獲得。
- 2011年2月、日本選手権に初出場。総当たり戦を全勝で1位通過するが、プレーオフで敗れ、3位。

2011-12シーズン
- 2012年2月、日本選手権で初の決勝進出を果たす。決勝では藤澤五月率いる中部電力カーリング部に敗れ、準優勝[15]。

2012-13シーズン
- 2012年11月、NHK杯カーリング選手権初優勝。
- 2013年2月、日本選手権で4位となり、ソチオリンピック世界最終予選日本代表決定戦への出場権を得る。

2013-14シーズン
- 2013年9月、ソチオリンピック世界最終予選日本代表決定戦にて、決勝進出を賭けたタイブレークで藤澤率いる中部電力に敗れ、ソチ五輪出場権を得られなかった。江田がチーム離脱。
- 2013年10月、アドヴィックス常呂カーリングホールが落成。チームの活動拠点となる。
- 2014年2月、日本選手権に出場し、3位に終わる。

2014-15シーズン
- 2014年6月、北海道銀行フォルティウスから、旧常呂町出身の吉田知那美が移籍加入[16]。
- 2014年10月、ワールドカーリングツアー（WCT）でツアー初優勝。また、グランドスラムにチーム初挑戦。オータムゴールドに出場し、ファーストノックアウト2回戦、セカンドノックアウト2回戦、サードノックアウト2回戦でそれぞれ敗れ、トリプルノックアウトステージ敗退。
- 2015年2月、日本選手権で2度目となる決勝進出を果たしたが、決勝で北海道銀行に敗れ準優勝。
- 2015年4月、馬渕が選手活動を引退[17]。

2015-16シーズン
- 2015年5月、中部電力から北見市出身の藤澤が移籍加入[18]。
- 2015年9月、パシフィックアジア選手権代表決定戦に出場。決勝（3勝先勝方式）で北海道銀行と対戦し、通算3勝0敗で代表権を獲得。
- 2015年11月、パシフィックアジア選手権に女子日本代表として出場。本橋が産休のため、帯広市出身の石崎琴美がリザーブとして参加[19]。同大会で日本勢10年ぶりの優勝を達成。
- 2016年2月、日本選手権にて、決勝でチーム富士急に勝利。3度目の決勝進出にして日本選手権初優勝を達成。世界選手権と翌シーズンのパシフィックアジア選手権の出場権を獲得。
- 2016年3月、世界選手権に女子日本代表として出場。総当たり戦を9勝2敗の2位で通過。決勝でスイスに敗れたが、日本勢初の準優勝。銀メダルを獲得。
- 2016年4月、日本のカーリングチームとして初めてチャンピオンズカップに出場し、総当たり戦を2勝2敗。プレーオフ進出を賭けたタイブレークで敗れる。

2016-17シーズン
- 2016年11月、パシフィックアジア選手権に女子日本代表として出場。総当たり戦を6勝1敗で3位通過。準決勝で中国に敗れる。3位決定戦ではニュージーランドに勝利したが、優勝国に与えられる翌年の世界選手権の出場権を逃した。
- 2017年1月、コンチネンタルカップ（英語版）に世界選抜の一員としてチーム初出場。
- 2017年2月、日本選手権で3年連続の決勝進出を果たしたが、決勝で中部電力に敗れ準優勝。2連覇はならなかった。また、同月に行われたアジア冬季大会では準決勝で中国に敗れたが、3位決定戦でカザフスタンに勝利し銅メダルを獲得。

2017-18シーズン
- 2017年8月、WCTどうぎんクラシック初優勝。ツアー通算2勝目。
- 2017年9月、平昌オリンピック日本代表決定戦（3勝先勝方式）で中部電力と対戦し、通算3勝1敗で平昌五輪代表権を獲得[20]。
- 2017年11月、パシフィックアジア選手権に女子日本代表として出場。総当たり戦を6勝4敗で3位通過。決勝では韓国に敗れ、準優勝となった。
- 2017年12月、WCT軽井沢国際カーリング選手権初優勝。ツアー通算3勝目。
- 2018年1月、コンチネンタルカップに2年連続世界選抜の一員として出場。
- 2018年2月、平昌オリンピックに日本代表として出場。予選4位で男女を通じて五輪初の準決勝に進出した[21]。準決勝の韓国戦は延長戦の末7-8で敗れたが[22]、3位決定戦でイギリスを5-3で破り銅メダルを獲得した[23][24]。
- 2018年3月、スポーツマネジメント「スポーツビズ」と業務提携契約を締結[25]。
- 2018年4月、日本のカーリングチームとして初めてプレーヤーズ選手権に出場、総当たり戦は2勝3敗もタイブレークに勝利し全体8位で通過、ベスト8入りする。なお、同月に行われたチャンピオンズカップではスキップの藤澤が世界ミックスダブルスカーリング選手権に出場する為、チームを一時離脱。代役でサードの吉田知がスキップを務めたが、総当たり戦4戦全敗で終えた。
- 2018年5月、パシフィックアジア選手権代表決定戦（3勝先勝方式）で富士急と対戦し、通算3勝0敗で代表権を獲得。
- 2018年6月、本橋が選手としての一時休養を発表。チームの運営及びセカンドチーム代表責任者に専念[26]。

2018-19シーズン
- 2018年8月、日本のカーリングチームとして初めてWCTランキングトップ10（9位）入り。
- 2018年9月、一般社団法人「ロコ・ソラーレ」を設立[10]。また、2018-19シーズンよりワールドカップ（W杯）が新設され、日本代表として第1節蘇州大会に出場。総当たり戦は3勝3敗の勝ち点9でグループ2位に終わり、決勝進出はならなかった。
- 2018年10月、マスターズに出場し、総当たり戦を2勝2敗。プレーオフ進出を賭けたタイブレークで敗れる。また、10月22日付のWCTランキングで6位となり、アジア勢過去最高順位を更新。

- 2018年11月、パシフィックアジア選手権に女子日本代表として出場。総当たり戦を6戦全勝で1位通過。決勝では韓国に敗れ、2年連続の準優勝となった。この大会には石崎が控え選手として参加。また、育成チーム「ロコ・ステラ」を結成[27]。オフィシャルサイトにてメンバーが初お披露目された[28]。
- 2018年12月、日本代表としてW杯第2節オマハ大会に出場。総当たり戦は5勝1敗の勝ち点15でグループ首位となり決勝進出。決勝では前月のパシフィックアジア選手権決勝で敗れた韓国に7-6で勝利し初優勝[29][30]を飾り、最終節の出場権を獲得。また、日本の女子カーリングチームとして初めてナショナルに出場。総当たり戦を3勝1敗の全体5位で通過しプレーオフに進出したが、準々決勝で敗れる。
- 2019年1月、日本のカーリングチームとして初めてカナディアン・オープンに出場。ファーストノックアウト3回戦、セカンドノックアウト3回戦、サードノックアウト3回戦でそれぞれ敗れ、トリプルノックアウトステージ敗退。
- 2019年2月、日本選手権に出場。決勝で中部電力に敗れ準優勝、3年ぶりの優勝はならなかった。
- 2019年4月、プレーヤーズ選手権に出場。開幕3連敗を喫したが、その後連勝で総当たり戦は2勝3敗もタイブレークに勝利し全体8位で通過、2年連続のベスト8入り。
- 2019年5月、W杯最終節北京大会に出場。総当たり戦は3勝3敗の勝ち点10で同組のカナダと並んだが、直接対決の結果によりグループ2位に終わり、決勝進出はならなかった[31]。また、全体でも4位に終わりメダル獲得を逃す。

2019-20シーズン
- 2019年8月、2年ぶりにWCTどうぎんクラシックに出場し準優勝。また、同月に行われたWCTアドヴィックスカップは総当たり戦から決勝まで無敗のまま優勝を飾り、2017年のどうぎんクラシック、軽井沢国際を合わせてWCT国内大会3冠を達成。ツアー通算4勝目。
- 2019年10月、マスターズに出場。総当たり戦を2勝2敗もタイブレークに勝利し全体8位で通過しプレーオフに進出したが、準々決勝で敗れる。
- 2019年11月、ツアーチャレンジに出場。総当たり戦を3勝1敗の全体5位で通過しプレーオフに進出。準々決勝では前月のマスターズを制したカナダのチームに逆転勝利し、グランドスラムで初のベスト4入りを果たす。当大会出場により、アジアのカーリングチームとして初めてグランドスラム全6大会出場を達成。
- 2019年12月、ナショナルに出場。リードの吉田夕が体調不良の為、大会を欠場し3人体制で臨んだ。総当たり戦は2勝2敗もタイブレークに勝利し全体8位で通過、グランドスラム4大会連続でプレーオフに進出。準々決勝はスイスチームに快勝し2大会連続のベスト4入り。準決勝はエキストラエンドまで縺れる接戦だったが、ツアーチャレンジ王者のアンナ・ハッセルボリ率いるスウェーデンチームに敗れ、初の決勝進出はお預けとなった。また、同月に行われたWCT軽井沢国際カーリング選手権に2年ぶりに出場し準優勝。
- 2020年1月、カナディアン・オープンに出場。ファーストノックアウト2回戦、セカンドノックアウト3回戦で敗れたが、サードノックアウトで勝ち抜けてトリプルノックアウトステージを通過し、プレーオフに進出。ツアー開幕からの連続予選通過を11大会に伸ばす。準々決勝はアメリカチームに競り勝ちグランドスラム3大会連続でベスト4入り。準決勝は前月のナショナルで対戦した今季グランドスラム2冠のスウェーデンチームに再度敗れ、決勝進出はまたもやお預けとなった。グランドスラムでアジアのカーリングチームが通算3回以上準決勝へ進出するのは初めて。1月13日付のWCTランキングで5位となり、自チームが持つアジア勢過去最高順位を更新。
- 2020年2月、日本選手権に出場。総当たり戦を7勝1敗で2位通過。決勝で中部電力に勝利し4年ぶり2度目の日本選手権優勝を飾る。世界選手権、翌シーズンのパシフィックアジア選手権の出場権を獲得。2月3日付のWCTランキングで4位となり、自チームが持つアジア勢過去最高順位を更新。
- 2020年3月、世界選手権に女子日本代表として出場予定であったが、新型コロナウイルス（COVID-19）の感染拡大の影響により開催中止となった[32]。
- 2020年4月、プレーヤーズ選手権に3年連続で出場予定であったが、COVID-19の感染拡大の影響により開催中止となった。2019-20シーズンの最終成績はWCTランキング4位、賞金ランキング2位、グランドスラムカップ2位と全てにおいてチーム最高記録を更新。また、ツアー11戦に出場し全て予選通過を達成。チャンピオンズシリーズとマスターシリーズ両方出場しているチームの中で出場全戦予選通過したのはロコ・ソラーレのみであった。

2020-21シーズン
- 2020年9月、11月に行われるパシフィックアジア選手権に女子日本代表として出場予定であったが、COVID-19の感染拡大の影響により開催中止となった[33]。また、新体制が発表され、過去に2015年と2018年のパシフィックアジア選手権でサポートメンバーとして同行した石崎が正式メンバーとして加入しリザーブを務めることになった[34]。
- 2020年11月、稚内市みどりスポーツパークオープン記念エキシビションマッチに出場。ダブル総当たり戦を3勝1敗で1位通過。決勝で中部電力に勝利し優勝。
- 2020年12月、WCT軽井沢国際カーリング選手権中止に伴う代替大会、ワールドカーリングツアージャパン 日本TOPチーム強化試合in軽井沢に出場。総当たり戦を3戦全勝で1位通過。決勝で中部電力に勝利、強化試合2大会連続優勝を飾る。また、エキシビジョンのスキンズゲームでは男子の北海道コンサドーレ札幌に勝利。
- 2021年2月、日本選手権に出場。総当たり戦を6戦全勝で1位通過。全勝での1位通過は4年ぶり。決勝では北海道銀行に6-7で敗れ、2年連続の優勝はならなかった。
- 2021年4月、チャンピオンズカップに出場。ラウンドロビンは2勝2敗もタイブレークに勝利し全体5位で通過しプレーオフに進出。準々決勝で敗れ4大会連続のベスト4進出は逃したが、アジアのカーリングチームとして初めてグランドスラム全6大会で予選通過を達成。バブル開催の為、連戦でプレーヤーズ選手権に出場。世界ミックスダブルスカーリング選手権の調整でリードの吉田夕がチームを一時離脱、大会を欠場し2019年ナショナル同様、3人体制で臨んだ。ラウンドロビンは3勝2敗の全体6位で通過しグランドスラム7大会連続、ツアー14大会連続でプレーオフに進出。準々決勝でスウェーデンチームに敗れ、2020-21シーズンを終えた。

2021-22シーズン
- 2021年8月、2年ぶりに開催されたどうぎんクラシックに出場。総当たり戦は3戦全勝で1位通過。決勝で富士急に敗れ準優勝。
- 2021年9月、北京オリンピック世界最終予選日本代表決定戦（3勝先勝方式）に出場。北海道銀行と対戦し、通算3勝2敗で北京オリンピックカーリング世界最終予選日本代表権を獲得[35][36]。
- 2021年10月、オータムゴールド（英語版）に出場。ファーストノックアウトを4連勝で勝ち抜けてトリプルノックアウトステージを通過し、ツアー15大会連続でプレーオフに進出。決勝で敗れ2シーズンぶりのツアー優勝は逃したが、アジアのカーリングチームとしては8年ぶり、日本のカーリングチームとして初めてファイナル進出を果たした。また、マスターズに出場。ファーストノックアウト2回戦、セカンドノックアウト2回戦、サードノックアウト2回戦でそれぞれ敗れ、トリプルノックアウトステージ敗退。ツアーでの連続予選通過記録が15大会で途切れ、2年9年ぶりの予選敗退となった。
- 2021年11月、ナショナルに出場。ファーストノックアウト1回戦、セカンドノックアウト1回戦、サードノックアウト2回戦でそれぞれ敗れ、トリプルノックアウトステージ敗退。また、レットディア・クラシック（英語版）に出場。トリプルノックアウトステージから決勝まで無敗のまま優勝、2シーズンぶり（海外大会では6シーズンぶり）のツアー優勝を飾る。ツアー通算5勝目。
- 2021年12月、北京オリンピックカーリング世界最終予選に出場。総当たり戦は6勝2敗で3位通過。プレーオフで韓国に勝利し北京オリンピックの出場権を獲得[37][38]。チームとしては2大会連続出場となった。
- 2022年1月、メリディアン・オープンに出場予定であったが、COVID-19の感染拡大の影響により開催中止となった。
- 2022年2月、北京オリンピックに女子日本代表として出場。1次リーグは5勝4敗で4位となり、辛くも準決勝に進出した[39]。準決勝にはスイスに8－6で勝利し、男女通じて初の決勝進出を決めた。決勝ではイギリスと対戦し、3-10で敗れたものの前回の平昌オリンピックの銅メダルを上回る、銀メダルを獲得した[40][41]。
- 2022年4月、プレーヤーズ選手権に出場。ファーストノックアウト2回戦で敗れたが、セカンドノックアウトで勝ち抜けてトリプルノックアウトステージを通過し、グランドスラム通算10回目のプレーオフに進出。準々決勝で敗れたが、同選手権では初出場から4大会連続でプレーオフ進出を果たした。また、翌月のチャンピオンズカップの出場資格を得ていたが、出場を取り止め。
- 2022年5月、日本選手権に出場。総当たり戦を7勝1敗で1位通過。決勝で中部電力に勝利し2年ぶり3度目の日本選手権優勝を飾り、翌シーズンのパンコンチネンタル選手権の出場権を獲得。

2022-23シーズン
- 2022年8月、8月8日付のWCTランキングで3位となり、自チームが持つアジア勢過去最高順位を更新。
- 2022年9月、アルゴグラフィックスカップに出場し準決勝で大学選抜に敗れる[42][43]。3位決定戦では勝利したが、国内主要チーム以外に敗れるのは2016年日本選手権での青森県協会以来、国内主要大会で決勝進出を逃すのは2016年軽井沢国際以来、ともに6年ぶりとなった。また、アドヴィックスカップに出場。ラウンドロビンから決勝まで無敗のまま優勝を飾り、大会連覇を達成[44][45]。ツアー通算6勝目。
- 2022年10月、ナショナルに出場。ラウンドロビンは4戦全勝で初の全体1位で通過[46]しプレーオフに進出。準々決勝ではエキストラエンドの末、韓国チームに競り勝ちアジアのカーリングチーム最多記録を更新するグランドスラム通算4回目のベスト4進出。準決勝ではラウンドロビンで勝利したケリー・エイナーソン（英語版）率いるカナダチームに敗れる。4回目の挑戦でも決勝進出は果たせなかったが、大会5勝はチーム新記録となった。また、ツアーチャレンジに出場し、ラウンドロビンを2勝2敗。プレーオフ進出を賭けたタイブレークで敗れる。
- 2022年11月、パンコンチネンタル選手権に女子日本代表として出場。総当たり戦は6勝2敗の3位通過で決勝トーナメントへ進出。準決勝のカナダ戦では第8エンド終了時点で3点リードされる苦しい展開となったが、残り2エンドで逆転に成功し決勝進出[47][48]。決勝の韓国戦ではエキストラエンドまで縺れる接戦の末、8-6で勝利し優勝を飾り大会初代王座となる[49][50]。国際大会でのタイトルは2015年パシフィックアジア選手権以来、7年ぶり2回目（2018年ワールドカップ第2節のレグ優勝は除く）となった。また、大会優勝によりチャンピオンズカップの出場権を獲得。
- 2022年12月、マスターズに出場。ラウンドロビンを1勝3敗で全体14位となり予選敗退。また、軽井沢国際に出場。ラウンドロビンを2勝1敗のグループ2位で通過したが、準決勝と3位決定戦でともに敗れ4位に終わる。
- 2023年1月、カナディアン・オープンに出場。ファーストノックアウトでは通算対戦成績で大きく負け越しているシルヴァナ・ティリンツォーニ率いるスイスチームを2回戦で、ケリー・エイナーソン率いるカナダチームを3回戦でともに破り、トリプルノックアウトステージを初の無敗で通過しプレーオフに進出。準々決勝ではアンナ・ハッセルボリ率いるスウェーデンチームと対戦し約4年ぶりの勝利を挙げベスト4進出。準決勝ではグランドスラム3大会連続でベスト4のキム・ウンジ率いる韓国チームに競り勝ち、チームとしては初、日本のカーリングチームでは2019年マスターズのフォルティウス以来2チーム目、アジアのカーリングチームでは5チーム目の決勝進出を果たす[51]。決勝ではノックアウトステージで下しているケリー・エイナーソンと再び対戦。序盤から試合を優位に進め5-3で勝利しアジアのカーリングチーム初のグランドスラム優勝を飾る[52][53][54]。グランドスラム初出場から7年、通算20回目の挑戦で悲願の頂点に辿り着いた。
- 2023年2月、日本選手権に出場。総当たり戦を6勝2敗で3年連続で1位通過。決勝でSC軽井沢クラブに勝利し2年連続4度目の日本選手権優勝[55][56]を飾り、世界選手権および翌シーズンのパンコンチネンタル選手権の出場権を獲得。日本選手権の連覇はチーム初となった。
- 2023年3月、世界選手権に女子日本代表として出場。総当たり戦を7勝5敗で6位通過。準々決勝でカナダに敗れ、日本代表として出場した国際大会（冬季五輪、世界選手権、大陸別選手権）で初めてメダルを逃した。
- 2023年4月、プレーヤーズ選手権に出場。ラウンドロビンは3勝2敗で全体5位で通過、同選手権初出場から5大会連続でプレーオフ進出。準々決勝はケリー・エイナーソンと対戦。最終エンドでスチールに成功しエキストラエンドに持ち込んだが敗れる。
- 2023年5月、チャンピオンズカップに出場。ラウンドロビンは3勝2敗で全体3位で通過しプレーオフ進出。準々決勝ではジェニファー・ジョーンズ率いるカナダチームと対戦、3度の複数点を挙げ快勝し同大会では初のベスト4進出。準決勝はケリー・エイナーソンと同一シーズン14度目の対戦。序盤から大量スチールを含む失点を重ねて0-12で敗れ、2022-23シーズンを終えた。また、アジアのカーリングチームで初めて同一シーズンにおけるグランドスラム全6大会出場を果たし、シーズン21勝はチーム新記録となった。

2023-24シーズン
- 2023年8月、アドヴィックスカップに出場。ノックアウトステージから決勝まで無敗のまま優勝を飾り、大会3連覇を達成。ツアー通算7勝目。
- 2023年10月、ツアーチャレンジに出場。ラウンドロビンを1勝3敗で全体15位となり予選敗退。
- 2023年11月、パンコンチネンタル選手権に女子日本代表として出場。総当たり戦は6勝1敗の2位通過で決勝トーナメントへ進出。準決勝のアメリカ戦では点の取り合いを制し勝利したが、決勝ではラウンドロビンで唯一黒星を喫している韓国に再度敗れ、2大会連続の金メダルとはならなかった[57]。また、ナショナルに出場。ラウンドロビンを2勝2敗で全体9位となり予選敗退。
- 2023年12月、マスターズに出場。ラウンドロビンを2勝2敗。プレーオフ進出を賭けたタイブレークで敗れる。
- 2024年1月、ディフェンディングチャンピオンとしてカナディアン・オープンに出場。ラウンドロビンは2勝2敗で全体6位で通過しシーズン初のプレーオフ進出。準々決勝でケリー・エイナーソンに敗れ、連覇とはならなかった。
- 2024年2月、日本選手権に出場。一次予選を4戦全勝で1位通過したが、二次予選で3勝2敗となり出場13回目にして初めてプレーオフに進めなかった[58]。
- 2024年4月、プレーヤーズ選手権に出場予定。
- 2024年5月22日、フィフスを務めてきた石崎琴美がチームを離れ、2024-25シーズンから4人体制となることを公式サイトで発表した[59]。

## 選手
| 2010-11 | 本橋麻里 | 馬渕恵   | 鈴木夕湖 | 吉田夕梨花 | 江田茜     |
| 2011-12 | 本橋麻里 | 馬渕恵   | 鈴木夕湖 | 吉田夕梨花 | 江田茜     |
| 2012-13 | 本橋麻里 | 馬渕恵   | 鈴木夕湖 | 吉田夕梨花 | 江田茜     |
| 2013-14 | 本橋麻里 | 馬渕恵   | 鈴木夕湖 | 吉田夕梨花 |            |
| 2014-15 | 本橋麻里 | 馬渕恵   | 鈴木夕湖 | 吉田夕梨花 | 吉田知那美 |
| 2015-16 | 本橋麻里 | 藤澤五月 | 鈴木夕湖 | 吉田夕梨花 | 吉田知那美 |
| 2016-17 | 本橋麻里 | 藤澤五月 | 鈴木夕湖 | 吉田夕梨花 | 吉田知那美 |
| 2017-18 | 本橋麻里 | 藤澤五月 | 鈴木夕湖 | 吉田夕梨花 | 吉田知那美 |
| 2018-19 |          | 藤澤五月 | 鈴木夕湖 | 吉田夕梨花 | 吉田知那美 |
| 2019-20 |          | 藤澤五月 | 鈴木夕湖 | 吉田夕梨花 | 吉田知那美 |
| 2020-21 | 石崎琴美 | 藤澤五月 | 鈴木夕湖 | 吉田夕梨花 | 吉田知那美 |
| 2021-22 | 石崎琴美 | 藤澤五月 | 鈴木夕湖 | 吉田夕梨花 | 吉田知那美 |
| 2022-23 | 石崎琴美 | 藤澤五月 | 鈴木夕湖 | 吉田夕梨花 | 吉田知那美 |
| 2023-24 | 石崎琴美 | 藤澤五月 | 鈴木夕湖 | 吉田夕梨花 | 吉田知那美 |
| 2024-25 | 松澤弥子 | 藤澤五月 | 鈴木夕湖 | 吉田夕梨花 | 吉田知那美 |

### 過去の所属選手
- 江田茜 - 冬場が繁忙期の菓子店でパティシエとして働きながら創設からチームに参加。3シーズン戦った後、2013年9月にチームを離脱した[60]。
- 馬渕恵 - チーム創設から参加。チーム最年長として本橋を支え、2015年4月、後進に道を譲る形で引退した[60]。現在はサポートメンバーとしてチームを支えている。

### チーム編成
| シーズン | フォース   | サード     | セカンド   | リード       | リザーブ     | 主な大会                                                                                         |
| -------- | ---------- | ---------- | ---------- | ------------ | ------------ | ------------------------------------------------------------------------------------------------ |
| 2010-11  | 本橋麻里   | 吉田夕梨花 | 馬渕恵     | 江田茜       | 鈴木夕湖     | JCC 2011                                                                                         |
| 2011-12  | 本橋麻里   | 馬渕恵     | 鈴木夕湖   | 江田茜       | 吉田夕梨花   | JCC 2012                                                                                         |
| 2012-13  | 本橋麻里   | 吉田夕梨花 | 馬渕恵     | 鈴木夕湖     | （江田茜）   | JCC 2013                                                                                         |
| 2013-14  | 本橋麻里   | 吉田夕梨花 | 鈴木夕湖   | 馬渕恵       |              | JCC 2014                                                                                         |
| 2014-15  | 本橋麻里   | 吉田知那美 | 鈴木夕湖   | 吉田夕梨花   |              | AG 2014                                                                                          |
| 2014-15  | 本橋麻里   | 吉田知那美 | 鈴木夕湖   | 吉田夕梨花   | （馬渕恵）   | JCC 2015                                                                                         |
| 2015-16  | 藤澤五月   | 吉田知那美 | 鈴木夕湖   | 吉田夕梨花   | （石崎琴美） | PACC 2015                                                                                        |
| 2015-16  | 藤澤五月   | 吉田知那美 | 鈴木夕湖   | 吉田夕梨花   | 本橋麻里     | JCC 2016・WWCC 2016・CC 2016                                                                     |
| 2016-17  | 藤澤五月   | 吉田知那美 | 鈴木夕湖   | 吉田夕梨花   | 本橋麻里     | PACC 2016                                                                                        |
| 2016-17  | 藤澤五月   | 本橋麻里   | 吉田知那美 | 吉田夕梨花   | 鈴木夕湖     | JCC 2017・AWG 2017                                                                               |
| 2017-18  | 藤澤五月   | 吉田知那美 | 本橋麻里   | 吉田夕梨花   | 鈴木夕湖     | PACC 2017                                                                                        |
| 2017-18  | 藤澤五月   | 吉田知那美 | 鈴木夕湖   | 吉田夕梨花   | 本橋麻里     | JOCT 2017・OG 2018・PC 2018                                                                      |
| 2017-18  | 吉田知那美 | 本橋麻里   | 鈴木夕湖   | 吉田夕梨花   |              | CC 2018                                                                                          |
| 2018-19  | 藤澤五月   | 吉田知那美 | 鈴木夕湖   | 吉田夕梨花   |              | CWC 2018/1st leg・MA 2018・CWC 2018/2nd leg・NA 2018・CO 2019・JCC 2019・PC 2019・CWC 2019/final |
| 2018-19  | 藤澤五月   | 吉田知那美 | 鈴木夕湖   | 吉田夕梨花   | （石崎琴美） | PACC 2018                                                                                        |
| 2019-20  | 藤澤五月   | 吉田知那美 | 鈴木夕湖   | 吉田夕梨花   |              | MA 2019・TC 2019・CO 2020・JCC 2020                                                              |
| 2019-20  | 藤澤五月   | 吉田知那美 | 鈴木夕湖   | （荻原詠理） | WWCC 2020    |                                                                                                  |
| 2019-20  | 藤澤五月   | 吉田知那美 | 鈴木夕湖   | NA 2019      |              |                                                                                                  |
| 2020-21  | 藤澤五月   | 吉田知那美 | 鈴木夕湖   | 吉田夕梨花   | 石崎琴美     | PACC 2020・JCC 2021                                                                              |
| 2020-21  | 藤澤五月   | 吉田知那美 | 鈴木夕湖   | 吉田夕梨花   | CC 2021      |                                                                                                  |
| 2020-21  | 藤澤五月   | 吉田知那美 | 鈴木夕湖   | PC 2021      |              |                                                                                                  |
| 2021-22  | 藤澤五月   | 吉田知那美 | 鈴木夕湖   | 吉田夕梨花   | 石崎琴美     | JOCT 2021・MA 2021・NA 2021・OQE 2021・OG 2022・PC 2022・JCC 2022                                |
| 2022-23  | 藤澤五月   | 吉田知那美 | 鈴木夕湖   | 吉田夕梨花   | 石崎琴美     | NA 2022・TC 2022・PCCC 2022・MA 2022・CO 2023・JCC 2023・WWCC 2023・PC 2023・CC 2023             |
| 2022-23  | 藤澤五月   | 吉田知那美 | 吉田夕梨花 | 石崎琴美     | 鈴木夕湖     | MA 2022                                                                                          |
| 2023-24  | 藤澤五月   | 吉田知那美 | 鈴木夕湖   | 吉田夕梨花   | 石崎琴美     | TC 2023・NA 2023・PCCC 2023・MA 2023・CO 2024・JCC 2024・PC 2024                                 |
| 2024-25  | 藤澤五月   | 吉田知那美 | 鈴木夕湖   | 吉田夕梨花   | 松澤弥子     | TC 2024・CO 2024Nov・NA 2024・MA 2025・JCC 2025・PC 2025                                         |

- スキップは太字で表示

## スタッフ
- J・D・リンド ヘッドコーチ[61][62]
- 小野寺亮二 コーチ[63]
- 大森達也 トレーナー[64][65]
- 鈴木廉太郎 トレーナー[66]

## 主な戦歴
| 大会 / シーズン          | 大会 / シーズン          | 2010–11 | 11–12 | 12–13 | 13–14 | 14–15 | 15–16 | 16–17 | 17–18 | 18–19 | 19–20 | 20–21 | 21–22 | 22–23 | 23–24 | 24–25 |
| ------------------------ | ------------------------ | ------- | ----- | ----- | ----- | ----- | ----- | ----- | ----- | ----- | ----- | ----- | ----- | ----- | ----- | ----- |
| 冬季オリンピック         | 冬季オリンピック         |         |       |       |       |       |       |       | 3     |       |       |       | 2     |       |       |       |
| 世界選手権               | 世界選手権               |         |       |       |       |       | 2     |       |       |       | 中止  |       |       | 6     |       |       |
| パンコンチネンタル選手権 | パンコンチネンタル選手権 |         |       |       |       |       |       |       |       |       |       |       |       | 1     | 2     |       |
| パシフィックアジア選手権 | パシフィックアジア選手権 |         |       |       |       |       | 1     | 3     | 2     | 2     |       | 中止  |       |       |       |       |
| アジア冬季大会           | アジア冬季大会           |         |       |       |       |       |       | 3     |       |       |       |       |       |       |       |       |
| ワールドカップ           | 第1節                    |         |       |       |       |       |       |       |       | 4     |       |       |       |       |       |       |
| ワールドカップ           | 第2節                    |         |       |       |       |       |       |       |       | 1     |       |       |       |       |       |       |
| ワールドカップ           | 第3節                    |         |       |       |       |       |       |       |       |       |       |       |       |       |       |       |
| ワールドカップ           | 最終節                   |         |       |       |       |       |       |       |       | 4     |       |       |       |       |       |       |
| 日本選手権               | 日本選手権               | 3       | 2     | 4     | 3     | 2     | 1     | 2     |       | 2     | 1     | 2     | 1     | 1     | 4     | 3     |
| 北海道選手権             | 北海道選手権             | 1       | 2     | 2     | 1     | 1     |       |       |       |       |       |       |       |       |       |       |

### 冬季オリンピック
- 2018年平昌（ 韓国） -  3位
- 2022年北京（ 中国） -  準優勝

### 世界選手権
- 2016年スウィフトカレント（ カナダ） -  準優勝

### パンコンチネンタル選手権
- 2022年カルガリー（ カナダ） -  優勝
- 2023年ケロウナ（ カナダ） -  準優勝

### パシフィックアジア選手権
- 2015年アルマトイ（ カザフスタン） -  優勝
- 2016年義城（ 韓国） -  3位
- 2017年エリナ（ オーストラリア） -  準優勝
- 2018年江陵（ 韓国） -  準優勝

### アジア冬季大会
- 2017年札幌（ 日本） -  3位

### ワールドカップ
- 2018-19 第2節オマハ（ アメリカ合衆国） -  優勝

### 日本選手権
- 第28回（2010–11シーズン） - 3位
- 第29回（2011–12シーズン） - 準優勝
- 第31回（2013–14シーズン） - 3位
- 第32回（2014–15シーズン） - 準優勝
- 第33回（2015–16シーズン） - 優勝
- 第34回（2016–17シーズン） - 準優勝
- 第36回（2018–19シーズン） - 準優勝
- 第37回（2019–20シーズン） - 優勝
- 第38回（2020–21シーズン） - 準優勝
- 第39回（2021–22シーズン） - 優勝
- 第40回（2022–23シーズン） - 優勝
- 第42回（2024–25シーズン） - 3位

### ワールドカーリングツアー

#### グランドスラム
ワールドカーリングツアーにおける最高峰の大会シリーズであるグランドスラムの成績。
| 略語の説明 | 略語の説明         |
| ---------- | ------------------ |
| C          | 優勝               |
| F          | 準優勝             |
| SF         | ベスト4            |
| QF         | ベスト6・ベスト8   |
| R16        | ベスト16           |
| Q          | 予選敗退           |
| T2         | ティア2（2部）出場 |
| DNP        | 大会不参加         |
| N/A        | 開催せず           |

| 大会 / シーズン        | 2015–16 | 16–17 | 17–18 | 18–19 | 19–20 | 20–21 | 21–22 | 22–23 | 23–24 | 24–25 | 通算成績 |
| ---------------------- | ------- | ----- | ----- | ----- | ----- | ----- | ----- | ----- | ----- | ----- | -------- |
| ツアーチャレンジ       | DNP     | DNP   | DNP   | DNP   | SF    | N/A   | N/A   | Q     | Q     | SF    | 11-11    |
| カナディアン・オープン | DNP     | DNP   | DNP   | Q     | SF    | N/A   | N/A   | C     | QF    | QF    | 18-10    |
| ナショナル             | DNP     | DNP   | DNP   | QF    | SF    | N/A   | Q     | SF    | Q     | QF    | 18-13    |
| マスターズ             | DNP     | DNP   | DNP   | Q     | QF    | N/A   | Q     | Q     | Q     | QF    | 12-18    |
| プレーヤーズ           | DNP     | DNP   | QF    | QF    | N/A   | QF    | QF    | QF    | Q     | Q     | 17-24    |
| チャンピオンズカップ   | Q       | DNP   | Q     | DNP   | N/A   | QF    | DNP   | SF    | N/A   | N/A   | 9-13     |
| 勝–負                  | 2-3     | 0-0   | 3-8   | 10-12 | 15-11 | 6-6   | 5-8   | 21-13 | 9-14  | 14-14 | 85-89    |

- 2023年カナディアン・オープン - 優勝

旧グランドスラム
| 大会 / シーズン  | 2014–15 | 15–16 | 16–17 | 17–18 | 18–19 |
| ---------------- | ------- | ----- | ----- | ----- | ----- |
| エリート10       | N/A     | N/A   | N/A   | N/A   | DNP   |
| オータムゴールド | Q       | N/A   | N/A   | N/A   | N/A   |

#### マスターシリーズ
- アドヴィックスカップ（2023–24シーズン） - 優勝
- アドヴィックスカップ（2022–23シーズン） - 優勝
- レッドディア・クラシック（2021–22シーズン） - 優勝
- アドヴィックスカップ（2019–20シーズン） - 優勝
- 軽井沢国際（2017–18シーズン） - 優勝
- どうぎんクラシック（2017–18シーズン） - 優勝
- アヴォネル・キャッシュスピル（2014–15シーズン） - 優勝
- サヴィル・シュートアウト（2024–25シーズン） - 準優勝
- アルゴグラフィックスカップ（2024–25シーズン） - 準優勝
- サンシティカップ（2023–24シーズン） - 準優勝
- オータムゴールド（2021–22シーズン） - 準優勝
- 軽井沢国際（2019–20シーズン） - 準優勝
- どうぎんクラシック（2019–20シーズン） - 準優勝
- レッドディア・クラシック（2017–18シーズン） - 準優勝
- Hubインターナショナル（2016–17シーズン） - 準優勝
- どうぎんクラシック（2016–17シーズン） - 準優勝
- 軽井沢国際（2015–16シーズン） - 準優勝
- ベルネーゼカップ（2015–16シーズン） - 準優勝
- Hubインターナショナル（2015–16シーズン） - 準優勝
- ジェンキンス・クラシック（2024–25シーズン） - 3位
- アルゴグラフィックスカップ（2022–23シーズン） - 3位
- オータムゴールド（2019–20シーズン） - 3位
- シュートアウト（2019–20シーズン） - 3位
- キャナドイン・クラシック（2018–19シーズン） - 3位
- アボッツフォード・キャッシュスピル（2017–18シーズン） - 3位
- マスターズ・バーゼル（2017–18シーズン） - 3位
- シュートアウト（2012–13シーズン） - 3位

#### 世界チームランキング
|        | 2010–11 | 11–12 | 12–13 | 13–14 | 14–15 | 15–16 | 16–17 | 17–18 | 18–19 | 19–20 | 20–21 | 21–22 | 22–23 | 23–24 | 24–25 |
| ------ | ------- | ----- | ----- | ----- | ----- | ----- | ----- | ----- | ----- | ----- | ----- | ----- | ----- | ----- | ----- |
| 開始   | -       | 249   | 198   | 126   | 66    | 33    | 16    | 32    | 10    | 9     | 4     | 4     | 3     | 4     | 12    |
| 終了   | -       | 277   | 171   | 148   | 56    | 22    | 22    | 18    | 9     | 4     | 4     | 6     | 4     | 12    |       |
| 最高位 | -       | 216   | 159   | 126   | 45    | 22    | 16    | 18    | 6     | 4     | 4     | 4     | 3     | 4     | 5     |

### その他
グランドスラムカップ
- 2019–20シーズン - 2位

コンチネンタルカップ
- 2017年（2016–17シーズン） - 世界選抜
- 2018年（2017–18シーズン） - 世界選抜

北海道カーリング選手権
- 第30回（2010–11シーズン） - 優勝
- 第31回（2011–12シーズン） - 準優勝
- 第32回（2012–13シーズン） - 準優勝
- 第33回（2013–14シーズン） - 優勝
- 第34回（2014–15シーズン） - 優勝

オホーツクブロックカーリング選手権
- 第25回（2010–11シーズン） - 優勝
- 第26回（2011–12シーズン） - 優勝
- 第27回（2012–13シーズン） - 優勝
- 第28回（2013–14シーズン） - 優勝
- 第29回（2014–15シーズン） - 優勝

NHK杯カーリング選手権
- 第33回（2012–13シーズン） - 優勝
- 第34回（2013–14シーズン） - 優勝

アドヴィックスカップ
- 2014年（2014–15シーズン） - 優勝
- 2017年（2017–18シーズン） - 準優勝

### 北海道ダービー
北海道ダービーとは、北海道を活動拠点とするロコ・ソラーレ（北見市）とフォルティウス（札幌市）の両チームが対戦する試合の呼称である。
※2014–15シーズンから2019–20シーズンまでの6年間、所属全選手が北見市出身であった（藤澤を除くと旧常呂町出身）。

#### 公式戦対戦成績
■ロコ・ソラーレ：30勝21敗 ■フォルティウス：21勝30敗
| 対戦成績 | 対戦成績 | 対戦成績       | 対戦成績                                                                        | 対戦成績                       | 対戦成績       | 対戦成績 | 対戦成績       | 対戦成績                     |
| 回数     | シーズン | 対戦日         | 大会                                                                            | ラウンド                       | 結果           | 結果     | 結果           | 開催地                       |
| -------- | -------- | -------------- | ------------------------------------------------------------------------------- | ------------------------------ | -------------- | -------- | -------------- | ---------------------------- |
| 1        | 11–12    | 2012年1月21日  | 北海道選手権                                                                    | ラウンドロビン                 | フォルティウス | 7-5      | ロコ・ソラーレ | 妹背牛                       |
| 2        | 11–12    | 2012年1月22日  | 北海道選手権                                                                    | 決勝                           | フォルティウス | 7-5      | ロコ・ソラーレ | 妹背牛                       |
| 3        | 11–12    | 2012年2月9日   | 日本選手権                                                                      | ラウンドロビン                 | ロコ・ソラーレ | 5-4      | フォルティウス | 青森                         |
| 4        | 11–12    | 2012年2月13日  | 日本選手権                                                                      | 3 vs 4                         | ロコ・ソラーレ | 7-4      | フォルティウス | 青森                         |
| 5        | 12–13    | 2013年2月14日  | 日本選手権                                                                      | ラウンドロビン                 | ロコ・ソラーレ | 5-4      | フォルティウス | 札幌                         |
| 6        | 12–13    | 2013年2月16日  | 日本選手権                                                                      | 1 vs 2                         | フォルティウス | 6-3      | ロコ・ソラーレ | 札幌                         |
| 7        | 13–14    | 2013年9月12日  | ソチ五輪世界最終予選日本代表決定戦 （兼パシフィックアジア選手権日本代表決定戦） | ダブルラウンドロビン 第1戦     | フォルティウス | 6-4      | ロコ・ソラーレ | 札幌                         |
| 8        | 13–14    | 2013年9月13日  | ソチ五輪世界最終予選日本代表決定戦 （兼パシフィックアジア選手権日本代表決定戦） | ダブルラウンドロビン 第2戦     | フォルティウス | 9-3      | ロコ・ソラーレ | 札幌                         |
| 9        | 13–14    | 2014年3月7日   | 日本選手権                                                                      | ラウンドロビン                 | ロコ・ソラーレ | 7-6      | フォルティウス | 軽井沢                       |
| 10       | 13–14    | 2014年3月8日   | 日本選手権                                                                      | 3 vs 4                         | フォルティウス | 8-4      | ロコ・ソラーレ | 軽井沢                       |
| 11       | 14–15    | 2014年9月11日  | パシフィックアジア選手権日本代表決定戦                                          | ダブルラウンドロビン 第1戦     | フォルティウス | 7-4      | ロコ・ソラーレ | 軽井沢                       |
| 12       | 14–15    | 2014年9月13日  | パシフィックアジア選手権日本代表決定戦                                          | ダブルラウンドロビン 第2戦     | ロコ・ソラーレ | 7-5      | フォルティウス | 軽井沢                       |
| 13       | 14–15    | 2014年9月14日  | パシフィックアジア選手権日本代表決定戦                                          | 決勝 第1戦                     | フォルティウス | 7-3      | ロコ・ソラーレ | 軽井沢                       |
| 14       | 14–15    | 2014年9月15日  | パシフィックアジア選手権日本代表決定戦                                          | 決勝 第2戦                     | フォルティウス | 6-3      | ロコ・ソラーレ | 軽井沢                       |
| 15       | 14–15    | 2015年2月12日  | 日本選手権                                                                      | ラウンドロビン                 | ロコ・ソラーレ | 5-3      | フォルティウス | 北見                         |
| 16       | 14–15    | 2015年2月14日  | 日本選手権                                                                      | 1 vs 2                         | フォルティウス | 12-3     | ロコ・ソラーレ | 北見                         |
| 17       | 14–15    | 2015年2月15日  | 日本選手権                                                                      | 決勝                           | フォルティウス | 8-5      | ロコ・ソラーレ | 北見                         |
| 18       | 15–16    | 2015年9月17日  | パシフィックアジア選手権日本代表決定戦                                          | ダブルラウンドロビン 第1戦     | ロコ・ソラーレ | 9-3      | フォルティウス | 北見                         |
| 19       | 15–16    | 2015年9月19日  | パシフィックアジア選手権日本代表決定戦                                          | ダブルラウンドロビン 第2戦     | ロコ・ソラーレ | 9-4      | フォルティウス | 北見                         |
| 20       | 15–16    | 2015年9月20日  | パシフィックアジア選手権日本代表決定戦                                          | 決勝 第1戦                     | ロコ・ソラーレ | 9-6      | フォルティウス | 北見                         |
| 21       | 15–16    | 2015年10月17日 | Hubインターナショナル                                                           | ノックアウトステージ 1st 3回戦 | ロコ・ソラーレ | 5-3      | フォルティウス | カムループス                 |
| 22       | 15–16    | 2015年12月20日 | 軽井沢国際                                                                      | 決勝                           | フォルティウス | 5-4      | ロコ・ソラーレ | 軽井沢                       |
| 23       | 15–16    | 2016年2月10日  | 日本選手権                                                                      | ラウンドロビン                 | フォルティウス | 7-4      | ロコ・ソラーレ | 青森                         |
| 24       | 15–16    | 2016年2月12日  | 日本選手権                                                                      | 1 vs 2                         | ロコ・ソラーレ | 6-3      | フォルティウス | 青森                         |
| 25       | 16–17    | 2017年2月3日   | 日本選手権                                                                      | ラウンドロビン                 | ロコ・ソラーレ | 7-5      | フォルティウス | 軽井沢                       |
| 26       | 18–19    | 2018年12月14日 | ナショナル                                                                      | ラウンドロビン                 | ロコ・ソラーレ | 8-5      | フォルティウス | コンセプション・ベイ・サウス |
| 27       | 18–19    | 2019年2月15日  | 日本選手権                                                                      | ラウンドロビン                 | ロコ・ソラーレ | 9-4      | フォルティウス | 札幌                         |
| 28       | 18–19    | 2019年2月16日  | 日本選手権                                                                      | 準決勝                         | ロコ・ソラーレ | 10-8     | フォルティウス | 札幌                         |
| 29       | 18–19    | 2019年4月12日  | プレーヤーズ選手権                                                              | ラウンドロビン                 | ロコ・ソラーレ | 7-6      | フォルティウス | トロント                     |
| 30       | 19–20    | 2019年8月2日   | どうぎんクラシック                                                              | ラウンドロビン                 | フォルティウス | 8-4      | ロコ・ソラーレ | 札幌                         |
| 31       | 19–20    | 2019年11月5日  | ツアーチャレンジ                                                                | ラウンドロビン                 | ロコ・ソラーレ | 6-5      | フォルティウス | ウェストヴィル・ロード       |
| 32       | 19–20    | 2019年12月21日 | 軽井沢国際                                                                      | 準々決勝                       | ロコ・ソラーレ | 6-5      | フォルティウス | 軽井沢                       |
| 33       | 19–20    | 2020年1月15日  | カナディアン・オープン                                                          | ノックアウトステージ 1st 1回戦 | ロコ・ソラーレ | 5-4      | フォルティウス | ヨークトン                   |
| 34       | 19–20    | 2020年2月13日  | 日本選手権                                                                      | ラウンドロビン                 | ロコ・ソラーレ | 5-4      | フォルティウス | 軽井沢                       |
| 35       | 20–21    | 2021年2月10日  | 日本選手権                                                                      | ラウンドロビン                 | ロコ・ソラーレ | 9-8      | フォルティウス | 稚内                         |
| 36       | 20–21    | 2021年2月13日  | 日本選手権                                                                      | 1 vs 2                         | ロコ・ソラーレ | 9-4      | フォルティウス | 稚内                         |
| 37       | 20–21    | 2021年2月14日  | 日本選手権                                                                      | 決勝                           | フォルティウス | 7-6      | ロコ・ソラーレ | 稚内                         |
| 38       | 21–22    | 2021年9月10日  | 北京オリンピック世界最終予選日本代表決定戦                                      | 第1戦                          | フォルティウス | 7-6      | ロコ・ソラーレ | 稚内                         |
| 39       | 21–22    | 2021年9月11日  | 北京オリンピック世界最終予選日本代表決定戦                                      | 第2戦                          | フォルティウス | 8-7      | ロコ・ソラーレ | 稚内                         |
| 40       | 21–22    | 2021年9月11日  | 北京オリンピック世界最終予選日本代表決定戦                                      | 第3戦                          | ロコ・ソラーレ | 9-3      | フォルティウス | 稚内                         |
| 41       | 21–22    | 2021年9月12日  | 北京オリンピック世界最終予選日本代表決定戦                                      | 第4戦                          | ロコ・ソラーレ | 8-5      | フォルティウス | 稚内                         |
| 42       | 21–22    | 2021年9月12日  | 北京オリンピック世界最終予選日本代表決定戦                                      | 第5戦                          | ロコ・ソラーレ | 8-6      | フォルティウス | 稚内                         |
| 43       | 21–22    | 2022年5月25日  | 日本選手権                                                                      | ラウンドロビン                 | フォルティウス | 10-4     | ロコ・ソラーレ | 北見                         |
| 44       | 22–23    | 2022年9月11日  | アドヴィックスカップ                                                            | 決勝                           | ロコ・ソラーレ | 7-2      | フォルティウス | 北見                         |
| 45       | 22–23    | 2022年12月19日 | 軽井沢国際                                                                      | 3位決定戦                      | フォルティウス | 7-4      | ロコ・ソラーレ | 軽井沢                       |
| 46       | 23–24    | 2024年2月2日   | 日本選手権                                                                      | 2次予選                        | ロコ・ソラーレ | 7-6      | フォルティウス | 札幌                         |
| 47       | 24–25    | 2024年8月24日  | アドヴィックスカップ                                                            | 準決勝                         | フォルティウス | 7-6      | ロコ・ソラーレ | 北見                         |
| 48       | 24–25    | 2024年9月11日  | ジェンキンスクラシック                                                          | ラウンドロビン                 | ロコ・ソラーレ | 6-2      | フォルティウス | コーンウォール               |
| 49       | 24–25    | 2024年11月27日 | ナショナル                                                                      | ラウンドロビン                 | ロコ・ソラーレ | 6-3      | フォルティウス | セントジョンズ               |
| 50       | 24–25    | 2025年2月6日   | 日本選手権                                                                      | 2次予選                        | ロコ・ソラーレ | 7-6      | フォルティウス | 横浜                         |
| 51       | 24–25    | 2025年3月9日   | 江陵招待                                                                        | 準決勝                         | フォルティウス | 5-3      | ロコ・ソラーレ | 江陵                         |

## スポンサー
- アルゴグラフィックス
- アドヴィックス
- タムロン
- 住友ゴム工業 ダンロップ
- ネッツトヨタ北見
- コンサルトジャパン
- ジーダット
- ヒューリンクス
- CAD SOLUTIONS
- NTT ExCパートナー
- クラレ クラリーノ
- NTTデータ北海道
- 國分皮膚科
- テラス
- 田中十字堂
- マスト
- AKOジャパン
- 清月 赤いサイロ
- Hardline
- 北見石油販売
- 日本キャタピラー
- 松田整形外科記念病院
- カナモト
- テクスパイア
- テイ・エス テック

## 受賞歴
- 北見市奨励表彰栄誉賞（2016年）[75]
- 北見市民特別栄誉賞（2018年[76]・2022年[77]）
- JOCスポーツ賞 特別功労賞（2018年・2022年）[78]
- 北海道体育協会 特別賞（2018年）[79]
- 北海道カーリング協会 カーリングオブザイヤーベストチーム賞（2018年）[80]
- ネイルクイーン2018 協会特別賞（2018年）[81]
- 道民栄誉賞（2018年）[82]・道民栄誉賞特別賞（2022年）[83]
- 新語・流行語大賞 年間大賞（2018年）
- 北海道新聞スポーツ賞 特別賞（2018年）[84]
- テレビ朝日ビッグスポーツ賞 特別賞（2018年・2022年）[85][86]
- 日本スポーツ賞 競技団体別最優秀賞（2018年）

## エピソード
- チーム創設当初はスポンサーも無く、カーリングチームの活動費には用具・スタッフ費・遠征費など年間3000万円は最低必要とされるが[87]、ロコ・ソラーレ発足当初の活動資金は400万円ほどだったという[87]。海外遠征など遠征費用も多いカーリング競技の活動資金確保のため、本橋が飛び込み営業で地元企業を回りスポンサー集めに奔走した[88]。本橋はトリノ五輪以後のCM出演などで先に知名度が有り、テレビ局からのバラエティー番組出演依頼なども多くあったが[13]、「今テレビに出演するよりも、コツコツスポンサー探しをしていた方が良い」と出演を断り協賛企業集めを続けた[13]。カーリングが盛んと思われる北見地域であっても「カーリングって何?」「オリンピックの時だけでしょ?」と全く相手にされないこともある[89][90]中で地道に交渉に回り続け、2017年時点で理解を得られた20社近くのスポンサーを獲得[89]。選手の勤務先となる協賛企業・団体のサポートも獲得し[2][91]、地元に支えられるチームの地盤を築いた。
- 本橋はチームのあり方として「みんなが一時的に競技をやめる状況になったとしても、戻って来られるような環境をつくりたい[92]」と語る。
- チームのコーチは選手を幼少期から知る小野寺亮二が務める[93]。なお、小野寺の本業はじゃがいも農家であり[94]、娘の小野寺佳歩はフォルティウスでプレーしている。
- 日本代表としての活動時には、JCA（日本カーリング協会）のナショナル・コーチ[95]であるカナダ出身のジェームス・ダグラス・リンドが加わりチームをコーチングする体制となる[96][97]。
- 2015年春に加入した藤澤はそれまでにも「練習量を信じてプレーした」と試合後コメントするなど自身の練習量に対する自負があったが[98]、ロコ・ソラーレに入った第一印象で「本当に毎日こんなにトレーニングするの？」 [99]と驚いたという。曰く「練習メニューを見て量に驚いた。それを毎日みんなが淡々とこなしていて刺激を受けた」。
- グランドスラム・オブ・カーリングの公式サイトでは『TEAM FUJISAWA』として紹介されている[100]。
- 2022年1月31日から北見市のふるさと納税の返礼品にロコ・ソラーレのオリジナルグッズが追加された。[101]

### 平昌オリンピック
- 試合中「そだねー」「押ささる」「○○かい?」などの北海道方言を多用して戦術を話し合っていたことから「そだねージャパン」という愛称がつけられ、特に「そだねー」は世間でも流行した[102]。
- 第5エンド終了後にある7分間のハーフタイムでイチゴやバナナ、チーズケーキなどを食べていたこと（「おやつタイム」「もぐもぐタイム」[注釈 3]と呼ばれた）が話題になり、特にメンバーが食べていたチーズケーキ（地元北見市の清月が製造する「赤いサイロ」）は注文が通常の10倍近く殺到する事態となった[104][105]。「もぐもぐタイム」という言葉はカナダ戦後、日刊スポーツの取材時に本橋も使い始めている[106]。なお、ハーフタイムでの間食自体は他国のチームも行っており、「氷上のチェス」の名が示すように頭脳戦の側面が強いカーリング競技では糖分補給などの目的もあって定常的に行われていることである[107]。
  - この時に食していたイチゴは韓国産「雪香（ソルヒャン）」「梅香（メヒャン）」「錦香（クムヒャン）」といった品種であったが、これらは日本で開発されたイチゴ品種「とちおとめ」「レッドパール」「章姫」が無断で持ち出され、韓国内で交配されてできた品種であったため、問題視された[108]。また、この問題が2020年の種苗法改正へとつながっていった。
- 生中継されたNHK総合のテレビ視聴率は準決勝・韓国戦で26.4%、3位決定戦のイギリス戦では25%の番組平均視聴率を記録（ビデオリサーチ調べ）。3位が決定した22時43分の毎分瞬間視聴率は42.3%の高視聴率を記録し[109]、高い注目を集めた。
- イギリスを破り銅メダルを獲得した際に、アメリカ合衆国の放送局であるNBCは日本代表（すなわちロコ・ソラーレ）に対して、『Japan's Sunshine team』と命名した[23]。
- 吉田夕梨花の勤務先である医療法人の理事長・國分純は馬主としても著名な人物であり、五輪後自身の競走馬に「ソダネー」と命名した[110]。

### 北京オリンピック
- 2022年2月20日に行われた英国との決勝戦は、前半26.4％、後半は29.2％の視聴率（NHK関東地区、世帯平均視聴率）を獲得し、開閉会式を含めた全ての中継で最高視聴率となった。準決勝のスイス戦も26.7%を記録、北京冬季五輪の視聴率ベスト3を独占した[111][注釈 4]。

### 新語・流行語大賞
- 2018ユーキャン新語・流行語大賞候補に、「そだねー」と「もぐもぐタイム」がノミネートされ[112]、「そだねー」が年間大賞に選ばれた[113]。